# CI Водолея
CI Водолея (лат. CI Aquarii) — одиночная переменная звезда в созвездии Водолея на расстоянии (вычисленном из значения параллакса) приблизительно 14825 световых лет (около 4545 парсеков) от Солнца. Видимая звёздная величина звезды — от +13,9m до +12,6m.

## Характеристики
CI Водолея — красная пульсирующая медленная неправильная переменная звезда (LB) спектрального класса M. Эффективная температура — около 3456 К.